# Steve Edwards
Steven Edward Schwartz (født 23. august 1948) er en amerikansk filmskuespiller.